# 鹿児島県薬剤師会
公益社団法人鹿児島県薬剤師会（こうえきしゃだんほうじんかごしまけんやくざいしかい、英称: Kagoshima Pharmaceutical Association）は、鹿児島県知事認定の鹿児島県の薬剤師を会員とする公益法人。

## 本部所在地
〒890-8589 鹿児島県鹿児島市与次郎2丁目8番15号北緯31度33分30.5秒 東経130度33分42.7秒 / 北緯31.558472度 東経130.561861度座標: 北緯31度33分30.5秒 東経130度33分42.7秒 / 北緯31.558472度 東経130.561861度

## 郡市薬剤師会
- 鹿児島市薬剤師会
- 指宿市郡薬剤師会
- 南薩支部
- 日置支部
- 川内薬剤師会
- 曽於支部
- 出水郡薬剤師会
- 薩摩郡薬剤師会
- 大口伊佐薬剤師会
- 鹿屋市薬剤師会
- 姶良郡薬剤師会
- 肝属薬剤師会
- 熊毛地区薬剤師会
- 奄美支部